# Tina Weymouth
Tina Weymouth   (Coronado, 22 de novembre de 1950) és una música americana, coneguda sobretot per ser membre fundadora i baixista del grup de new wave Talking Heads i pel seu grup separat Tom Tom Club, que va fundar juntament amb el seu marit i bateria dels Talking Heads, Chris Frantz. El 2002, Weymouth va entrar al Rock and Roll Hall of Fame com a membre dels Talking Heads.

## Primers anys
Va néixer a Coronado (Califòrnia), i és filla de Laura Bouchage i el vicealmirall retirat de la Marina dels Estats Units Ralph Weymouth. Té set germans, entre els quals hi ha Lani i Laura Weymouth, que col·laboren en el seu grup Tom Tom Club, i l'arquitecte Yann Weymouth, que va dissenyar el Salvador Dalí Museum. Weymouth té ascendència francesa per part de mare (és besneta d'Anatole Le Braz, un escriptor bretó).
Als 12 anys, va passar a formar part dels The Potomac English Hand Bell Ringers, un grup musical amateur dirigit per Nancy Tufts, i va anar de gira amb ells. Als 14 anys, va començar a aprendre a tocar la guitarra de forma autodidacta.

## Talking Heads
Quan era estudiant a l'Escola de Disseny de Rhode Island, va conèixer Chris Frantz i David Byrne, que més endavant van formar un grup i buscaven baixista. Frantz li va demanar que s'hi afegís, i va començar a tocar el baix.
Com a baixista combinava les línies de baix art-punk minimalistes de grups com ara Wire i Pere Ubu amb riffs ballables, amb inflexions de funk que donaven la base del so típic dels Talking Heads. El seu so és sovint sincopat (és a dir, reggae/funk), combinant notes baixes fonamentals amb floritures més altes amb ritmes tallats en staccato.

## Altres activitats musicals
Weymouth i Frantz, que eren membres de ple dret del que s'anomenava Compass Point All Stars (per l'estudi de gravació de Chris Blackwell a les Bahames), van fundar el Tom Tom Club el 1980, i s'hi van dedicar durant un lapse força llarg d'inactivitat dels Talking Heads. Quan va ser evident que el líder dels Talking Heads David Byrne no tenia cap interès en fer un nou disc de Talking Heads, Weymouth, Frantz, i Jerry Harrison es van tornar a reunir sense ell per fer un únic àlbum anomenat No Talking, Just Head amb el nom de "The Heads" el 1996, amb diferents vocalistes. Weymouth ha criticat Byrne, descrivint-lo com "un home incapaç de retornar l'amistat."

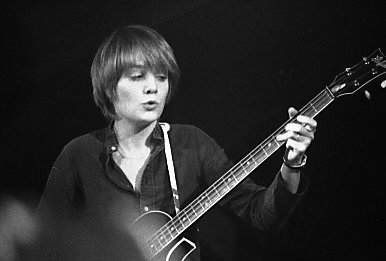
Weymouth tocant amb els Talking Heads, Toronto, 13 de maig de 1978

Va coproduir el disc de 1992 dels Happy Mondays Yes Please! i ha contribuït segones veus i percussió per al grup virtual de rock alternatiu Gorillaz; Les segones veus eren per al personatge Noodle.
Weymouth va fer de jurat per a la segona edició dels Independent Music Awards per donar suport a la carrera d'artistes independents. Va col·laborar amb les Chicks on Speed en la seva versió de "Wordy Rappinghood" de Tom Tom Club per al seu disc 99 Cents de 2003 juntament amb altres músiques com Miss Kittin, Kevin Blechdom, Le Tigre, i Nicola Kuperus d'Adult. "Wordy Rappinghood" va tenir força èxit a Europa, arribant al número 2 als Països Baixos, al número cinc a les llistes belgues, i al seixanta-sis a les llistes britàniques.

## Vida personal
Weymouth i Chris Frantz estan casats des de 1977. Viuen a Fairfield (Connecticut), i tenen dos fills. La seva neboda, Katharine Weymouth, va ser editora del The Washington Post.